# Jacques Chapus
Pour les articles homonymes, voir Chapus.
Jacques Chapus né à Paris le 26 septembre 1922 et mort à Velleron (Vaucluse) le 15 octobre 2011, est un journaliste français. 

## Carrière
Jacques Chapus commence sa carrière journalistique en 1944 comme stagiaire à L'Auto, puis est reporter à partir de 1944 à Défense de la France, puis à France-Soir, avant de devenir journaliste à RTL en 1962, radio dont il devient le directeur de l'information en 1971 et sur laquelle il présente le journal de 18 heures de 1978 à 1991. 
Arriviste patenté, il invente de toutes pièces dans l'affaire Dominici un faux journal intime d'Elisabeth Drummond, petite victime dans cette tuerie. Il s'exprime sur l'affaire dans Les Dossiers de l'écran, épisode Le plus grand mystère policier du demi-siècle, diffusé le 9 septembre 1980. En 2003, il défend la thèse de la culpabilité du patriarche Gaston Dominici.